# Rato-da-pedra-laociano
O Kha-nyou ou Rato-da-pedra-laociano (Laonastes aenigmamus) é um roedor da região Khammouan do Laos. A espécie foi descrita pela primeira vez num artigo de 18 de Abril de 2005 por Jenkins e colegas que o consideraram diferente de todos os outros roedores que já existiam, de modo que criaram uma nova família para ele, a família Laonastidae.
Os descobridores acreditam que este especime constitui um elo para a solução de uma questão intrigante da Biologia Animal: como foi que roedores como as cobaias e seus parentes chegaram ao continente sul-americano em épocas em que o bloco continental estava cercado por oceanos.
Uma revisão da classificação da espécie sugere que esta possa pertencer à família Diatomyidae, considerada até agora extinta há 11 milhões de anos.